# Kosiv (huyện)
Kosiv (tiếng Ukraina: Косівський район, chuyển tự: Kosivs’kyi raion) là một huyện của tỉnh Ivano-Frankivsk thuộc Ukraina. Huyện Kosiv có diện tích 903 km², dân số theo điều tra dân số ngày 5 tháng 12 năm 2001 là 90.400 người với mật độ 100 người/km². Trung tâm huyện nằm ở Kosiv.